# هوانغ جونغ (قاتل متسلسل)
هوانغ جونغ (بالصينية: 黄勇) هو قاتل متسلسل صيني، ولد في 18 نوفمبر 1974 في خنان في الصين، وتوفي بنفس المكان في 26 ديسمبر 2003.

## وصلات خارجية
- هوانغ جونغ على موقع إن إن دي بي (الإنجليزية)